# Сиеста
Сие́ста (исп. Siesta, испанское произношение: [sjesta]; галис. и порт. sesta; итал. Siesta; вен. pixolotto; неап. controra; сиц. Pìnnica; греч. Μεσημβρινός ύπνος; хорв. pižolot) — послеобеденный сон, являющийся общей традицией некоторых стран, особенно с жарким климатом.

## Этимология
Испанское слово «сиеста» (siesta) и глагол sestear происходят от лат. hora sexta (буквально — «шестой час», то есть «полдень»: у римлян первый час дня наступал на рассвете). Это было время после полудня, когда делался перерыв в работе, чтобы отдохнуть и восполнить силы.

## Временные рамки
- Греция (греч. Μεσημβρινός ύπνος — «полуденный сон»; греч. μεσημέρι) — с 14 до 15-17[1]
- Испания («большая сиеста») — с 13 до 17[1]
- Италия — с 13 до 15-16[1]
- Кипр — с 14 до 16[1]

## История
В тропических землях, колонизированных Испанией, а также в самой Испании, которая расположена на юге Европы, в это время на улице жарче всего, нахождение на прямом солнце может вызвать быстрое обезвоживание и ожоги. Многие животные также прячутся в тень.

### Послеобеденный отдых на Руси
В Поучении Владимира Мономаха (XI век) сказано:

Спанье в полдень назначено Богом; по этому установленью почивают ведь и зверь, и птица, и люди

Одной из причин неприязни к Лжедмитрию I послужил его отказ соблюдать этот обычай.

## Физиология
Послеобеденная (постпрандиальная) сонливость объясняется перераспределением кровотока, гормональными изменениями и биологическими ритмами. После приёма пищи кровь направляется к органам пищеварения, снижая её приток к мозгу, что вызывает усталость. Употребление пищи, богатой углеводами, повышает уровень инсулина, который способствует выработке серотонина и мелатонина, усиливающих сонливость. Кроме того, днем, приблизительно через 8 часов после утреннего пробуждения, происходит естественный спад бодрости, обусловленный циркадными ритмами.
В Испании обед — самый обильный приём пищи, что усиливает послеобеденный спад энергии; традиция сиесты позволяет его компенсировать, улучшая самочувствие и продуктивность.

## Научные исследования
Доктор Эдуардо Эстивиль уверенно утверждает: «Для детей до 5 лет это просто необходимо, а для взрослых дневной сон рекомендуется, но в любом случае он должен быть коротким. Не более, чем 30 минут». Проблема в том, что в большинстве стран с распространённой сиестой обеденный перерыв значительно превышает этот предел.
Исследование, проведённое в Греции, доказывает, что сиеста продолжительностью не более 30 минут (более длительная может сбить естественные биологические часы и вызвать бессонницу ночью) улучшает здоровье в общем и циркуляцию крови в частности, а также предупреждает состояние подавленности, увеличенного давления и стресс. Кроме того, улучшает память и процесс обучения, способствует продлению работоспособности и заставляет организм бодрствовать до позднего вечера, несмотря на накопленную усталость.
Один из самых видных испанских писателей XX века, лауреат Нобелевской премии Камило Хосе Села со свойственным ему сарказмом воспевал и наслаждался таким чисто испанским обычаем. Этот романист говорил о сиесте, что её нужно соблюдать «вместе с пижамой, молитвой и ночным горшком».
Кратковременный дневной сон снижает смертность от сердечно-сосудистых заболеваний, особенно среди молодых мужчин, а также влияет на суточный профиль артериального давления.

## Чемпионат по сиесте
С 14 по 23 октября 2010 года в торговом комплексе «Исласуль» (Islazul), расположенном в мадридском районе Карабанчель (исп. Carabanchel), прошел I Национальный чемпионат Испании по сиесте (I Campeonato Nacional de Siesta). Инициатором проведения соревнования выступила общественная организация Национальная ассоциация друзей сиесты (Asociación Nacional de Amigos de la Siesta), пропагандирующая испанскую традицию послеобеденного сна и ратующая за её сохранение в условиях постоянного ускорения ритма жизни. В чемпионате участвовали 360 соискателей (по пять в каждом из восьми ежедневных раундов длительностью двадцать минут). Победителем стал 62-летний выходец из Эквадора Педро Сория Лопес (исп. Pedro Soria López), который набрал наибольшую сумму очков, начисленных по ряду показателей. Судьями учитывались, в частности, быстрота засыпания (определялась врачом по показаниям пульсометра), продолжительность сна в условиях шумного многолюдного места, оригинальность или зрелищность позы спящего, наличие и громкость храпа. «Король сиесты» проспал 17 из 20 предусмотренных регламентом соревнования минут, уровень громкости его храпа достигал 70 децибел. Чемпион выиграл приз в размере одной тысячи евро.